# ديفيد جوزيه بروير
ديفيد جوزيه بروير (بالإنجليزية: David Josiah Brewer)‏ هو محامي وقاضي ومؤلف وكاتب أمريكي، ولد في 20 يونيو 1837 في إزمير في تركيا، وتوفي في 27 مارس 1910 في واشنطن العاصمة في الولايات المتحدة.

## وصلات خارجية
- ديفيد جوزيه بروير على موقع الموسوعة البريطانية (الإنجليزية)
- ديفيد جوزيه بروير على موقع إن إن دي بي (الإنجليزية)